# Маріна Чань
Маріна Чань (24 грудня 1997) — сінгапурська плавчиня.